# Stelis mocoana
Stelis mocoana är en orkidéart som beskrevs av Rudolf Schlechter. Stelis mocoana ingår i släktet Stelis och familjen orkidéer. Inga underarter finns listade i Catalogue of Life.